# Second Fiddle (filme de 1939)
Second Fiddle (Brasil: Dúvidas de um Coração / Portugal: Rapsódia de Prata) é um filme norte-americano de 1939, do gênero comédia musical, dirigido por Sidney Lanfield e estrelado por Sonja Henie e Tyrone Power.
O filme é uma sátira à indústria cinematográfica de Hollywood, com um punhado de canções de Irving Berlin, entre elas "I Poured My Heart Into a Song", indicada ao Oscar.

## Sinopse
Jimmy Sutton é um relações públicas de Hollywood que descobre Trudi Hovland, uma professora de patinação do interior de Minnesota. Ele a leva para o estúdio para atuar em uma grande produção. Parte da campanha publicitária pede que Trudi se apaixone pelo astro Roger Maxwell, mas Jimmy é que acaba por se apaixonar por ela. Desiludida com a estupidez hollywoodiana, Trudi retorna para sua terra natal e Jimmy vai atrás...

## Premiações
| Patrocinador                                  | Prêmio | Categoria              | Situação |
| --------------------------------------------- | ------ | ---------------------- | -------- |
| Academia de Artes e Ciências Cinematográficas | Oscar  | Melhor Canção Original | Indicado |

## Elenco
| Ator/Atriz       | Personagem     |
| ---------------- | -------------- |
| Sonja Henie      | Trudi Hovland  |
| Tyrone Power     | Jimmy Sutton   |
| Rudy Vallée      | Roger Maxwell  |
| Edna May Oliver  | Tia Phoebe     |
| Mary Healy       | Jean Varick    |
| Lyle Talbot      | Willie Hogger  |
| Alan Dinehart    | George Whitney |
| Minna Gombell    | Jenny          |
| Stewart Reburn   | Patinador      |
| Spencer Charters | Joe Clayton    |